# Euro 5

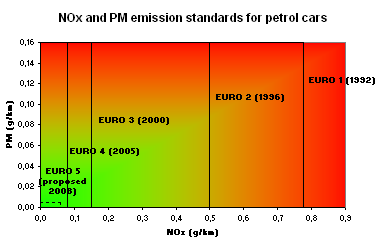
Sintesi sulla progressione Euro dei motori Benzina

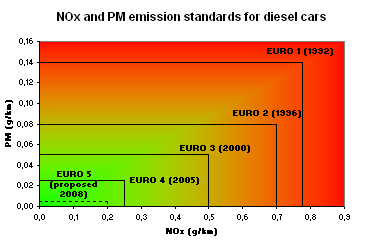
Sintesi sulla progressione Euro dei motori Diesel

Euro 5 è un insieme di Standard europei sulle emissioni inquinanti definiti nel 2008 che si applica ai veicoli stradali nuovi venduti nell'Unione europea a partire dal 2009. Nell'ambito di una politica volta a ridurre l'inquinamento atmosferico, e sulla base degli studi relativi alla chimica ambientale dell'aria sugli inquinanti di fonte veicolare, limita le emissioni secondo lo schema sottostante.
L'Euro 5 è stato sostituito dall'Euro 6 nel 2014.

## Limiti
| Mezzo/classe veicolo                                                                     | Motorizzazione  | CO            | HC                                               | NOx              | Particolato | Unità di misura |
| ---------------------------------------------------------------------------------------- | --------------- | ------------- | ------------------------------------------------ | ---------------- | ----------- | --------------- |
| Autoveicoli e Autocarri leggeri M                                                        | Benzina         | 1             | 0,075                                            | 0,06             | 0,005       | g/km            |
| Autoveicoli e Autocarri leggeri M                                                        | Diesel          | 0,5           | 0,23 (HC + NOx)                                  | 0,18             | 0,005       | g/km            |
| Autocarri leggeri N ≤ 1.250 kg Autocarri leggeri ≤ 1.700 kg Autocarri leggeri > 1.700 kg | Benzina         | 1 1,81 2,27   | 0,075 0,1 0,12                                   | 0,06 0,075 0,082 | 0,005       | g/km            |
| Autocarri leggeri N ≤ 1.250 kg Autocarri leggeri ≤ 1.700 kg Autocarri leggeri > 1.700 kg | Diesel          | 0,5 0,63 0,74 | 0,23 (HC + NOx) 0,295 (HC + NOx) 0,35 (HC + NOx) | 0,235 0,28       | 0,005       | g/km            |
| Motoveicoli L                                                                            | Benzina (4t-2t) | 1             | 0,10                                             | 0,06             | 0,0045      | g/km            |

Ai veicoli superiori a 2.500 kg per il trasporto dei disabili e altre utilità sociali, le norme si sono applicate a partire da settembre 2010.

## Normative di riferimento
Da settembre 2009 tutti i nuovi modelli immessi sul mercato devono rispettare tale norma, mentre per i modelli già a listino, l'obbligo è da gennaio 2011.
Sono obbligatoriamente Euro 5 i veicoli immatricolati dopo il 1º settembre 2009, qualora rispettino una delle seguenti norme:
- Rispetta la direttiva 1999/96/CE Riga B2
- Rispetta la direttiva 1999/96/CE Riga C (ECOL. MIGLIORATO)
- Rispetta la direttiva 2001/27/CE RIF 1999/96/CE Riga B2
- Rispetta la direttiva 2001/27/CE RIF 1999/96/CE Riga C (ECOL. MIGLIORATO)
- Rispetta la direttiva 2005/78/CE RIF 2005/55/CE Riga B2 (Euro 5)
- Rispetta la direttiva 2005/78/CE RIF 2005/55/CE Riga C (ECOL. MIGL.)
- Rispetta la direttiva 2006/51/CE RIF 2005/55/CE Riga B2 (Euro 5)
- Rispetta la direttiva 2006/51/CE RIF 2005/55/CE Riga C (ECOL. MIGL.)
- Rispetta la direttiva 2006/81/CE RIF 2005/55/CE Riga B2 (Euro 5)
- Rispetta la direttiva 2006/81/CE RIF 2005/55/CE Riga C (ECOL. MIGL.)
- Rispetta la direttiva 2008/74/CE RIF 2005/55/CE Riga B2
- Rispetta il regolamento 715/2007 e 692/2008 (Euro 5A e Euro 5B)
- Rispetta il regolamento 715/2007 e 692/2008 (Euro 5 con dispositivo antiparticolato)

Lo standard è suddiviso in Euro 5a e Euro 5b (in vigore dal 2012).
Per i motoveicoli tale obbligo è entrato in vigore dal gennaio del 2020

## Prime automobili omologate Euro 5
- ottobre 2009[4]
  - Audi A3 Sportback, A4, A5 e TT
  - BMW Serie 1 coupé, cabrio, tre porte e cinque porte
  - BMW Serie 3 berlina e Touring (320d[5])
  - Fiat Bravo 2.0 Multijet[6]
  - Peugeot 407 2.0 HDI FAP
  - Porsche 911 coupé e cabrio
  - Volkswagen Scirocco 1.4 TSI
  - Volkswagen Golf VI tutte